# Leonardo Bonifazio
Leonardo Bonifazio (né le 20 mars 1991 à Coni) est un coureur cycliste italien, professionnel de 2019 à 2021. Son frère cadet Niccolò est également cycliste.

## Biographie
Leonardo Bonifazio est un sprinteur-puncheur doté d'un gabarit léger (57 kg), il est le frère de Niccolò Bonifazio, également cycliste professionnel. 

### Carrière amateur
En 2009, il est sélectionné en équipe nationale d'Italie juniors (moins de 19 ans). Il assiste cependant à un drame en novembre lorsque son ami cycliste Antony Orsani meurt à l'entraînement, percuté par une voiture,,. Profondément choqué par cet événement, il décide d'abandonner la compétition après le Tour du Táchira 2010. Il prend alors la direction d'un magasin de cycles en compagnie d'un ami.
Il reprend finalement une licence en mai 2015, inspiré par les performances de son frère Niccolò. Bon sprinteur, il s'illustre durant trois saisons chez les amateurs italiens en remportant plusieurs courses. Il obtient également diverses places d'honneur sur des étapes à la Flèche du Sud et au Circuit des Ardennes. Malgré ses résultats, il ne parvient pas à se faire engager par une équipe professionnelle italienne. Il décide alors de rejoindre l'AVC Aix-en-Provence en 2018, club français évoluant en division nationale 1. Au printemps, il s'impose sur une étape du Tour du Loir-et-Cher. Il devient également stagiaire au sein de l'équipe continentale professionnelle Nippo-Vini Fantini-Europa Ovini à partir du mois d'aout. Sous les couleurs de la formation italienne, il surprend en terminant quatrième du Grand Prix de Fourmies. 
En 2019, il intègre l'équipe continentale italienne Sangemini-MG.Kvis-Vega. Il ne remporte aucune course, mais parvient à réaliser divers tops dix sur des étapes de Belgrade-Banja Luka, du Tour de Bihor, du Sibiu Cycling Tour et du Tour de Szeklerland.

### Carrière professionnelle

#### Total Direct Energie
Le 18 novembre 2019, l'équipe continentale professionnelle Total Direct Énergie annonce son arrivée et celle de Geoffrey Soupe. À 28 ans, il retrouve alors son frère au sein de la structure française. Il lance sa saison 2020 sur les routes gabonaises de la Tropicale Amissa Bongo mais abandonne dès la deuxième étape, chutant après une vingtaine de kilomètres. Lors de cette saison marquée par la pandémie de Covid-19, il participe notamment à son premier Milan-San Remo, terminant 138e.
Lors de la première partie de saison 2021, il est positif à la COVID-19 et gêné par des problèmes cardiaques (une péricardite), ce qui le contraint à ne participer qu'à une seule course (125e de la Drôme Classic). En fin de saison, il met un terme à sa carrière à 30 ans en raison de ses problèmes cardiaques.

## Palmarès
- 2015
  - Trophée Raffaele Marcoli
  - 2e de la Coppa Comune di Livraga
- 2016
  - Gran Premio Sportivi San Vigilio
  - 2e du Trophée Edil C
  - 2e du Grand Prix de l'industrie, du commerce et de l'artisanat de Carnago
  - 3e de la Coppa Caduti Nervianesi
- 2017
  - Coppa San Geo
  - Grand Prix De Nardi
  - Gran Premio Sportivi San Vigilio
  - Gran Premio 1° Maggio
  - Circuito Casalnoceto
  - Firenze-Mare
  - 2e du Trophée Stefano Fumagalli
  - 3e de La Popolarissima
  - 3e du Gran Premio Calvatone
- 2018
  - Ronde de Montauroux
  - 1re étape du Tour du Loir-et-Cher

## Classements mondiaux
| Année                                 | 2016  | 2017  | 2018 | 2019  |
| ------------------------------------- | ----- | ----- | ---- | ----- |
| Classement mondial                    | 1274e | 1119e | 559e | 3057e |
| UCI Europe Tour                       | 873e  | 717e  | 374e | 1880e |
| UCI Asia Tour                         | nc    | nc    | 369e |       |
|                                       |       |       |      |       |
| Légende : nc = non classéSource : UCI |       |       |      |       |